# Chasseur de nouvelle génération
Le chasseur de nouvelle génération (ou New Generation Fighter en anglais, NGF) est le nom de code d'un avion de chasse de sixième génération en cours de développement chez Dassault Aviation et Airbus Defence and Space qui est prévu pour remplacer la génération actuelle des Rafale de Dassault, les Eurofighter Typhoon de l'Allemagne et les F-18 Hornet de l'Espagne vers 2035-2040,.

## Architecture du projet
Ce nouvel avion de combat s'inscrit dans le cadre du vaste projet de Système de combat aérien du futur (SCAF), aux côtés d'autres moyens aériens du futur espace de combat opérationnel,, dans lequel on retrouve :
- ledit chasseur de nouvelle génération,
- des drones,
- un réseau de combat (cloud).

Un nouveau moteur à réaction appelé Next European Fighter Engine (NEFE) est également en cours de développement.

## Conception
Un modèle de l'avion a été présenté au salon Euronaval 2018. Il s’agit d’un avion à aile delta, sans stabilisateur vertical ni canard. Sans surfaces verticales pour réfléchir les ondes radar latéralement, la section latérale sera également réduite. Il porte des prises d'air rectangulaires comme le F-22. Ce modèle est très similaire à ce que Dassault avait déjà présenté comme « l’avion européen de nouvelle génération » dans une vidéo promotionnelle intitulée « Wings for Europe ». Il sera également capable d'opérer depuis un porte-avions et sera utilisé depuis le porte-avions de nouvelle génération de la Marine nationale,,,.
Lors du salon aéronautique ILA de Berlin 2018, Dassault Aviation et Airbus Defence and Space annoncent la signature d’un accord de coopération pour le développement d’un avion de chasse furtif destiné à remplacer les Rafale, Eurofighter et F-18 Hornet, appelé Système de combat aérien du futur (SCAF). Un vol d'essai d'un démonstrateur est prévu vers 2025 et sa mise en service vers 2040.
À l'ouverture du Salon du Bourget 2019, une maquette à l'échelle 1:1 est dévoilée. L'architecture de l'aéronef a évolué, affichant cette fois une aile en flèche et un empennage en V. Le 9 décembre 2020, Airbus annonce la signature d'un contrat-cadre avec l'Espagne.
|                                                                                 |
| Modèle 3D interactif de la maquette du CGN montrée au Salon du Bourget en 2019. |

|                                                                                       |
| Livrée similaire à celle montrée dans les illustrations de Dassault du début de 2021. |